# Антоніо Греко
Антоніо Греко (ісп. Antonio Greco, нар. 17 вересня 1923, Ла-Пас) — болівійський футболіст, що грав на позиції захисника за клуб «Літораль», а також національну збірну Болівії.

## Клубна кар'єра
У футболі відомий виступами у команді «Літораль», кольори якої і захищав протягом усієї своєї кар'єри гравця. 

## Виступи за збірну
У складі збірної був учасником чемпіонату світу 1950 року у Бразилії, де зіграв в розгромно програному матчі з Уругваєм (0-8). Наразі, це єдиний матч, в якому зіграв Греко.